# GSAT-9
GSAT-9, также известный как South Asia Satellite — геостационарный телекоммуникационный спутник, принадлежащий Индийской организации космических исследований (ISRO). Входит в состав Индийской национальной спутниковой системы (INSAT) и предназначен для предоставления услуг непосредственного телевизионного вещания на территории Индии и стран Ассоциации регионального сотрудничества Южной Азии.
Спутник построен ISRO на базе индийской космической платформы I-2K. Стартовая масса спутника составляет 2230 кг. Ожидаемый срок службы спутника — 12 лет.
На спутник установлено 12 транспондеров Ku-диапазона.
Спутник будет располагаться на орбитальной позиции 48° восточной долготы.
Запуск спутника GSAT-19 состоялся 5 мая 2017 года, в 11:27 UTC, в рамках полёта F09 ракеты-носителя GSLV Mk.II со стартового комплекса в Космическом центре Сатиша Дхавана, Шрихарикота.  